# Праздник (фильм, 2019)
«Праздник» — российский художественный фильм режиссёра, сценариста и продюсера Алексея Красовского, снятый в 2018 году. Премьера ленты состоялась 3 января 2019 года на официальном YouTube-канале создателя.

## Сюжет
В фильме не говорится о том, где происходит его действие, но имеется в виду, что это окрестности блокадного Ленинграда. Всё действие фильма происходит в течение одной ночи — 31 декабря 1941 года — в одном помещении — загородном доме семьи Воскресенских; поскольку глава семейства, учёный Георгий Воскресенский, выполняет важное правительственное задание, семья спрятана от посторонних глаз, место их жительства является большой тайной. В фильме всего 7 персонажей: Георгий Воскресенский, его жена Маргарита, сын Денис, дочь Лиза, двое незнакомых людей: мужчина Виталий и девушка Маша, и бабушка-инвалид, которая в кадре не появляется.
Семья Воскресенских находится на спецобеспечении, и, несмотря на блокаду, не голодает. До недавнего времени их обслуживала кухарка, но накануне праздника её забрали. Семья собирается встретить новый, 1942 год, в своём загородном доме. У них есть сырая курица, но в отсутствие кухарки её некому приготовить. Внезапно Денис, младший сын Воскресенских, приводит голодную девушку Машу, а Лиза, старшая дочь, мужчину по имени Виталий, за которого она, по её словам, собирается выйти замуж. Хозяевам приходится сначала скрывать от гостей своё благосостояние, а затем заключить с ними некое соглашение.

## В ролях
| Актёр             | Роль                                  |
| ----------------- | ------------------------------------- |
| Ян Цапник         | Георгий Воскресенский глава семейства |
| Алёна Бабенко     | Маргарита Воскресенская жена Георгия  |
| Павел Табаков     | Денис сын Воскресенских               |
| Анфиса Черных     | Лиза дочь Воскресенских               |
| Тимофей Трибунцев | гость Виталий                         |
| Ася Чистякова     | гостья Маша                           |

## Съёмочная группа
- автор сценария и режиссёр — Алексей Красовский
- оператор — Сергей Астахов
- режиссёр монтажа — Артём Барышников

## Создание

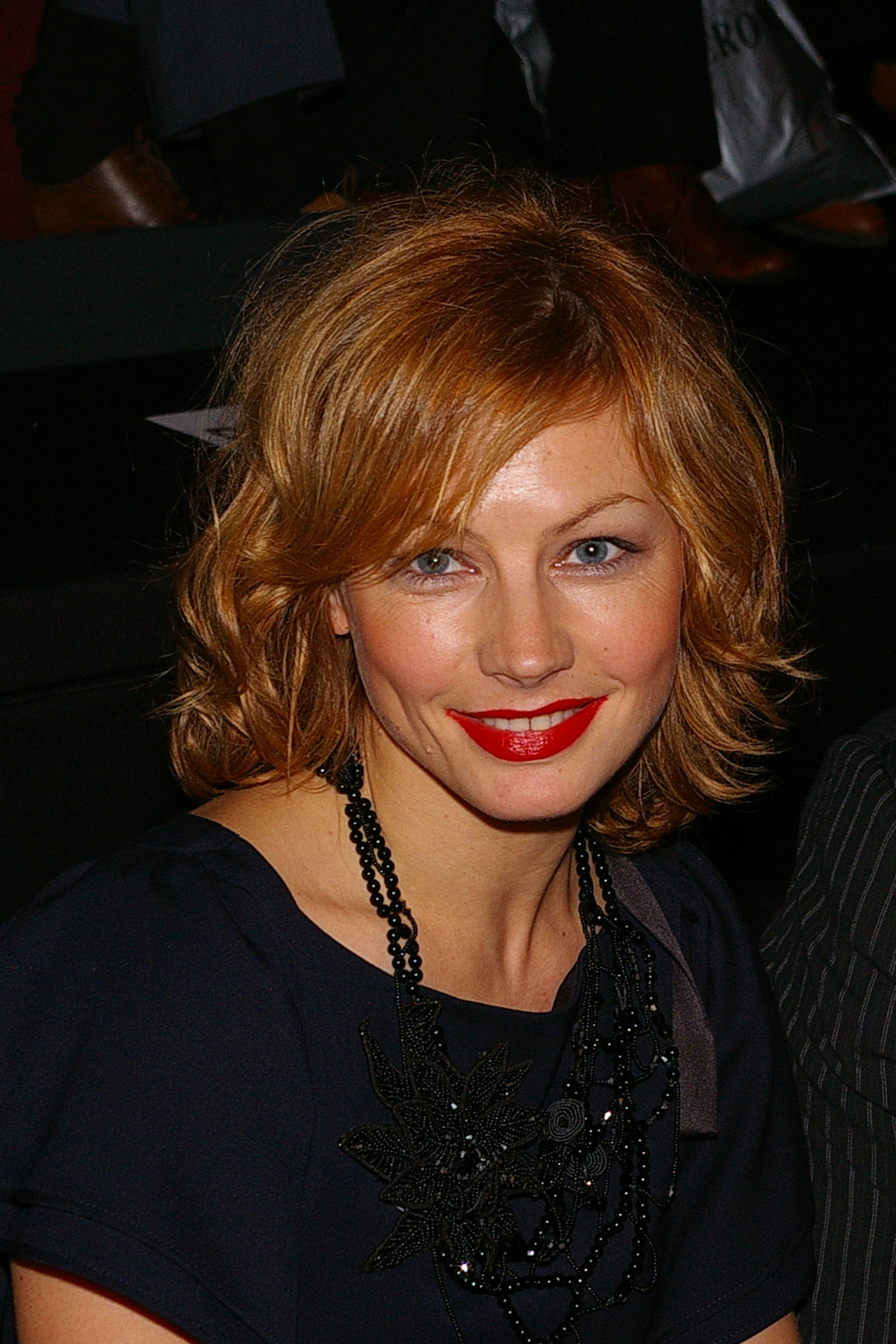
Алёна Бабенко, исполнительница роли Маргариты Воскресенской.

### Сбор средств
Первоначально предполагалось, что бюджет картины составит 3,5 миллиона рублей, 1,5 млн из них Красовский намеревался собрать посредством краудфандинга, используя для этого площадку Planeta.ru. Объявив сбор средств, он предлагал потенциальным спонсорам через этот сайт приобретать бонусы: пожертвовав сумму в 300 рублей, можно было получить ссылку, с помощью которой после выхода фильма можно будет скачать из Интернета его цифровую копию, за 700 рублей — то же самое плюс постер фильма и документальный фильм о том, как создавался «Праздник», за 1000 рублей — то же самое плюс имя жертвователя в титрах, за 1500 — приглашение на премьеру, за 30 тыс. — завтрак с Красовским, за 100 тыс. — на выбор: талисман «Слон Мишка» (представляющий собой мягкую игрушку), снимавшийся в другом фильме Красовского — «Элефант», режиссёрский экземпляр сценария «Праздника» либо фильма «Коллектор», за 200 тыс. — использовавшуюся на съёмках «Праздника» хлопушку-нумератор с автографами съёмочной группы. Каждый, пожертвовавший 500 тыс. рублей, стал бы сопродюсером фильма, а первый, кто пожертвовал бы 1 млн рублей, мог получить статуэтку «Ника», награду Красовского за фильм «Коллектор». Фильм таким образом поддержали всего 55 человек, самым дорогим из приобретений стал завтрак с режиссёром, который пожелал получить лишь один спонсор, более дорогие бонусы так и не были приобретены. В результате, когда 22 сентября 2018 года сбор денег завершился, было собрано всего 127 077 рублей (8 % от суммы в 1,5 миллиона). Часть этих денег была переведена с аккаунта Олега Табакова (которого к этому моменту уже не было в живых) — их перевела Марина Зудина, вдова Олега Табакова и мать Павла Табакова, исполнившего одну из ролей в фильме. По словам Красовского, остальную часть бюджета составили его собственные деньги. 
Далее, краудфандинг продолжился, и на 4 января 2019 года  статистика на YouTube показала цифру в 200 тысяч просмотров. А собрано было 1,2 млн. рублей. Через Сбербанк перевели 1200 человек. PayPal и другими платежными системами остальные суммы. 75% зрителей из России. 7,4% из США. Украина - 5%. Германия 1,8. Беларусь 1,6. По состоянию на конец декабря 2024 года фильм «Праздник» посмотрело 3,5 миллиона зрителей.

### Съёмки
Как указано в титрах, съёмки проходили в Доме-музее П. П. Чистякова в городе Пушкине.

### Широкий прокат
24 января 2019 года была решена прокатная судьба фильма — Алексей Красовский сообщил о своём решении не обращаться в Министерство культуры за прокатным удостоверением.

### Премьера
Первоначально Красовский заявил, что премьера фильма состоится 31 декабря 2018 года, но в этот день, узнав о трагедии в Магнитогорске, он перенёс премьеру на 3 января 2019 года, о чём сообщил на своей странице на Facebook.
20 января 2019 года видеохостинг YouTube удалил фильм «Праздник» за нарушение условий использования видеохостинга, но в этот же день фильм, количество просмотров которого превышает миллион, снова стал доступен для просмотра на YouTube.
К ноябрю 2021 года количество просмотров фильма составило около 3-х миллионов.

## Темы и историческая основа

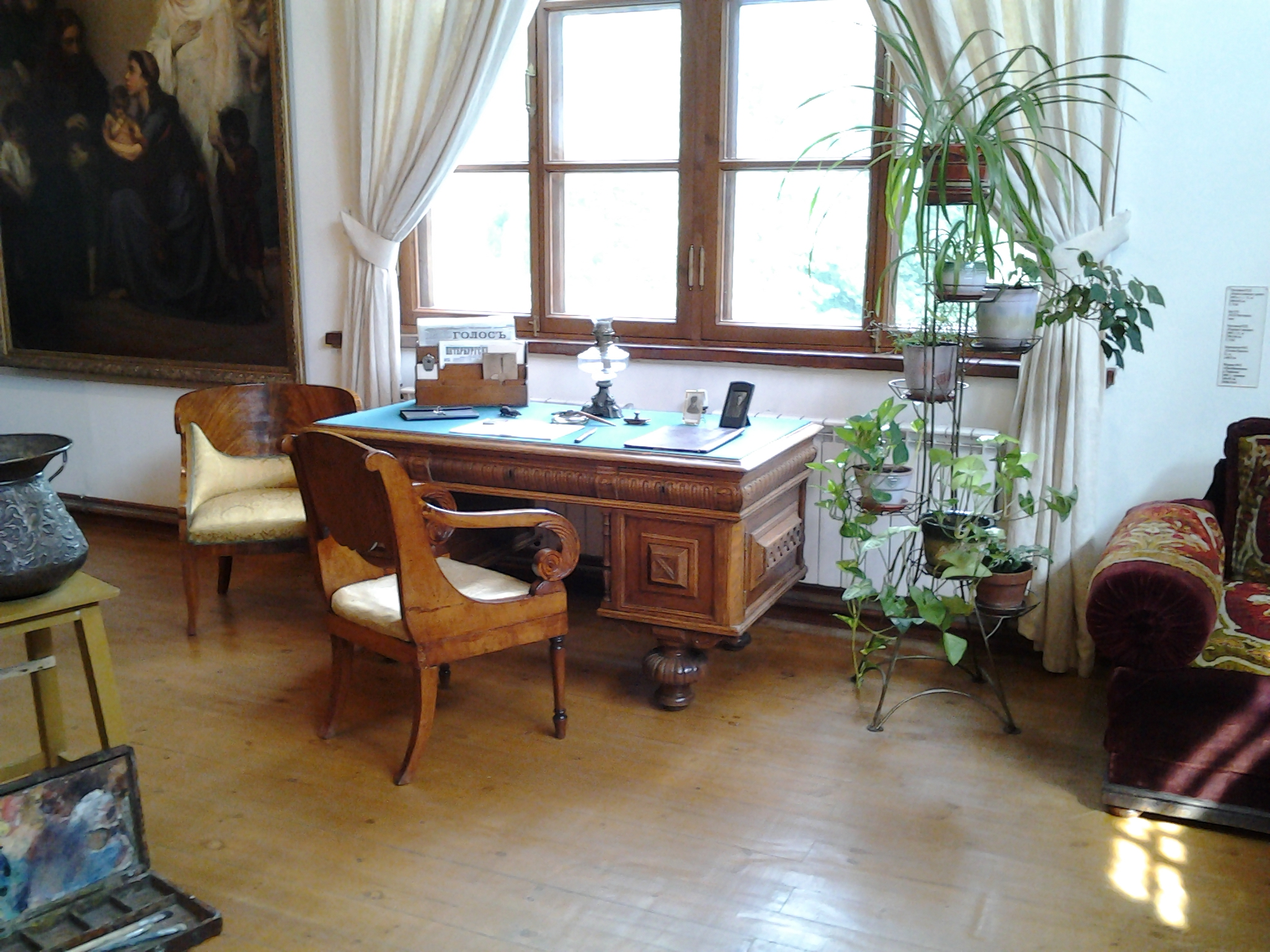
Интерьер дома-музея П.П. Чистякова.

По словам режиссёра и сценариста фильма Алексея Красовского, его фильм, вопреки тому, что о нём говорит СМИ, не является чёрной комедией. В интервью газете Медуза он заявил: «Рассказывая о фильме, я всегда подчёркиваю, что это комедия, и местами она действительно чёрная, но чаще всё-таки светлая». Комичность, по словам режиссёра, возникает из-за конфликта интересов богатых людей, вынужденных скрывать своё богатство, и их бедных гостей; при этом конфликт носит бытовой характер. Ужасы блокады в картине обсуждаются, но не высмеиваются.
По словам Красовского, готовясь к работе над фильмом, он читал книги и документы, касающиеся блокадного Ленинграда, в частности, книгу Сергея Ярова «Блокадная этика. Представления о морали в Ленинграде в 1941—1942 гг.»; кроме того, он обращался в Музей блокады, где ему рассказали «о тех самых вагонах с едой, которые приходили Жданову и которые, разумеется, не могли распределить на всех… о спецталонах и спецпайках, о том, что большое количество этих документов лежит в архивах и их не имеют права экспонировать».

## Реакция

### Споры вокруг выхода фильма
Несмотря на то, что сбор средств на краудфандинговой площадке был завершён 22 сентября, СМИ ничего не сообщали о фильме до 12 октября 2018 года. 12 октября некоторые СМИ опубликовали новость о том, что режиссёр Алексей Красовский работает над новой картиной — чёрной комедией о блокадном Ленинграде «Праздник». Одним из первых эту новость выпустило Федеральное агентство новостей. Сам Красовский говорил о статье в некоем СМИ (названия которого он не помнит); в этой статье было допущено много ляпов и ошибок: было написано, что он собирает деньги на съёмки, хотя к тому времени не только сбор средств был завершён, но и фильм уже был снят. Также в статье призывали запретить Красовскому снимать фильм, причём в статье были цитаты депутатов, которые тоже говорили, что не позволят ему снять эту картину. В тот же день, около 12 часов дня, режиссёру по телефону и в мессенджерах начали поступать угрозы от незнакомых людей.
После появления информации в СМИ ряд известных личностей сразу же стали критиковать фильм, несмотря на то, что он ещё не вышел на экраны. Радиоведущий Сергей Стиллавин на своей странице в Facebook разместил пост, в котором утверждал, что авторы фильма «топчутся на священной теме»; депутат Госдумы Сергей Боярский назвал картину кощунством и пообещал «сделать всё», чтобы её не сняли. Руководитель фракции КПРФ в Законодательном Собрании Петербурга Ольга Ходунова высказалась о фильме так: «Замысел у фильма прост — надругаться над памятью наших соотечественников и героической историей Города-героя Ленинграда», там же коммунисты потребовали «пресечь выход на экраны фильма режиссёра Красовского „Праздник“».
Видеоблогер Дмитрий Пучков совместно с историками Егором Яковлевым и Баиром Иринчеевым выпустил ролики с критикой фильма.
Портал «Кинопоиск» отметил, что в случае, если «Празднику» не дадут прокатное удостоверение, это будет вторым случаем, когда в России запрещают комедию, персонажами которой стали представители советской власти и номенклатуры (первым такая участь постигла фильм «Смерть Сталина»).
Сам Красовский так оценил причины недовольства фильмом:
Между временем блокады Ленинграда и сегодняшним временем есть прямая связь. Чиновники и прочие люди, безгранично обогатившиеся на несчастье других людей, продолжают жировать, жить припеваючи. Конечно, они будут оскорблены, конечно, они будут пытаться всеми правдами, а чаще неправдами запретить эту картину.

### Рецензии критиков
Антон Долин сравнил «Праздник» с «добротным советским телеспектаклем по какой-то не вполне советской комедии», отметив продуманную драматургию пьесы и актуальность затрагиваемой тематики. По мнению Ларисы Малюковой, в фильме нет ничего оскорбительного, а нападки на него вызваны «очевидными параллелями» между героями ленты и нынешней элитой. Она также отметила, что эти нападки лишают её возможности говорить о недостатках картины. Иван Чувиляев считает, что Красовский создал пародию на кино 1930-х годов, бравурную манеру советского предвоенного юмора «Весёлых ребят», в фильме обыгрываются штампы плохой комедии про жадных обывателей. Однако добиться эффекта сочетанием смешного и страшного, свести воедино жуть и фарс у режиссёра не получилось, ему не удалось удержать ритм чёрной комедии. Юрий Богомолов призвал не торопиться с эстетической оценкой ленты, которая, по его мнению, не так проста, как может показаться. Он охарактеризовал картину как «бытовой карнавал, где характеры — маски, а маски и есть истинные лица персонажей», где все герои «погрязли в притворстве» и «всё — обман на фоне тотальной беды».